# Улица Авиаконструктора Миля
У́лица Авиаконстру́ктора Ми́ля (название с 1995 года) — улица в Юго-Восточном административном округе города Москвы на территории района Выхино-Жулебино. Расположена между Привольной улицей и улицей Маршала Полубоярова. Пересекается с улицей Генерала Кузнецова. По словам очевидцев, раньше, где сейчас проходит улица, находилась грунтовая взлётно-посадочная полоса, скреплённая стальными траками.

## Происхождение названия
Названа 17 января 1995 года в честь авиаконструктора Михаила Леонтьевича Миля (1909—1970) — Героя Социалистического труда, лауреата Государственной и Ленинской премий, создателя ряда вертолётов.

## Здания и сооружения
На пересечении с Жулебинским бульваром на постаменте установлен вертолет Ми-2. В 2009 году перед вертолетом был установлен
бюст авиаконструктора Миля.

### по нечётной стороне
- № 5 корп. 1 — детская поликлиника № 143
- № 13 корп. 2 — детский сад № 2406

### по чётной стороне
- № 6 корп. 1 — поликлиника № 23[4]
- № 18 корп. 2 — средняя образовательная школа № 1935[5]
- № 22 корп. 2 — детский сад № 2363

- Торговый центр «Миля», открытый в феврале 2018 года, на месте пересечения с улицей Генерала Кузнецова.

## Транспорт
Улица асфальтирована, движение по улице двустороннее.
Начало улицы:
- Остановка «Привольная улица»:

Автобус: № 177 — четырнадцать остановок от станции метро «Выхино», № 669 — десять остановок от станции метро «Выхино».
- Остановка «Жулебинский бульвар»:

Автобус: № 177 — тринадцать остановок от станции метро «Выхино», № 669 — девять остановок от станции метро «Выхино».
- Остановка «Улица Авиаконструктора Миля» (одноименная остановка на которой останавливаются № 89,279 располагается в другом месте):

Автобус: № 177 — двенадцать остановок от станции метро «Выхино», № 669 — восемь остановок от станции метро «Выхино».
Конец улицы:
- Остановка «Улица Генерала Кузнецова»:

Автобус: № 89 — восемь остановок от станции метро «Кузьминки», № 279 — восемнадцать остановок от станции метро «Рязанский проспект».
- Остановка «Улица Авиаконструктора Миля» (одноименная остановка на которой останавливаются № 177,669 располагается в другом месте):

Автобус: № 89 — семь остановок от станции метро «Кузьминки», № 279 — семнадцать остановок от станции метро «Рязанский проспект».